# Least Worst Of
Least Worst Of is een compilatie-album van de Amerikaanse gothicmetalband Type O Negative. Het album is uitgebracht op 31 oktober 2000 in twee varianten, een onbewerkte versie en een bewerkte versie. Er staan nummers op die al eerder zijn uitgebracht plus enkele nieuwe of bewerkte nummers.

## Tracklist

### Onbewerkt
| Nr. | Titel                                                                                  | Duur  |
| --- | -------------------------------------------------------------------------------------- | ----- |
| 1.  | The Misinterpretation of Silence and Its Disastrous Consequences (Wombs and Tombs Mix) | 0:39  |
| 2.  | Everyone I Love Is Dead                                                                | 4:39  |
| 3.  | Black No. 1 (Little Miss Scare-All)                                                    | 4:34  |
| 4.  | It's Never Enough                                                                      | 8:15  |
| 5.  | Love You To Death                                                                      | 4:47  |
| 6.  | Black Sabbath (From the Satanic Perspective)                                           | 7:44  |
| 7.  | Christian Woman                                                                        | 4:25  |
| 8.  | 12 Black Rainbows                                                                      | 5:10  |
| 9.  | My Girlfriend's Girlfriend (Cheese Organ Mix)                                          | 3:43  |
| 10. | Hey Pete (Pete's Ego Trip Version)                                                     | 5:19  |
| 11. | Everything Dies                                                                        | 4:33  |
| 12. | Cinnamon Girl (Depressed Mode Mix)                                                     | 3:50  |
| 13. | Unsuccessfully Coping With The Natural Beauty of Infidelity                            | 12:29 |
| 14. | Stay Out of My Dreams                                                                  | 8:15  |

### Bewerkt
| Nr. | Titel                                                                                  | Duur |
| --- | -------------------------------------------------------------------------------------- | ---- |
| 1.  | The Misinterpretation of Silence and Its Disastrous Consequences (Wombs and Tombs Mix) | 0:39 |
| 2.  | Everyone I Love Is Dead                                                                | 4:39 |
| 3.  | Black No. 1                                                                            | 4:35 |
| 4.  | Love You To Death                                                                      | 4:47 |
| 5.  | Black Sabbath (From the Satanic Perspective)                                           | 7:44 |
| 6.  | Christian Woman                                                                        | 4:25 |
| 7.  | 12 Black Rainbows                                                                      | 5:10 |
| 8.  | My Girlfriend's Girlfriend (Cheese Organ Mix)                                          | 3:43 |
| 9.  | Hey Pete (Pete's Ego Trip Version)                                                     | 5:19 |
| 10. | Everything Dies                                                                        | 4:33 |
| 11. | Cinnamon Girl (Depressed Mode Mix)                                                     | 3:50 |
| 12. | Gravitational Constant (G = 6.67 × 10−8 cm−3 gm−1 sec−2)                               | 9:04 |
| 13. | Stay Out of My Dreams                                                                  | 8:15 |